# Trude Rosen
Trude Rosen, in den USA: Gerta Rozan (* 18. Oktober 1912 als Gertrude Rosenstock in Wien, Österreich-Ungarn; † August 1995 in Westchester County, New York, Vereinigte Staaten) war eine österreichische Schauspielerin.

## Leben
Trude Rosen debütierte als Theaterschauspielerin in Deutschland, 1928 in Meißen. Zwei Jahre später gelang ihr der Wechsel nach Berlin, wo sie an der Volksbühne wirkte. Dort sah man sie unter anderem in Rochus Glieses Die beiden Adler und in einer Inszenierung von Shakespeares Wintermärchen. Ebenfalls zu Beginn der 30er Jahre wirkte Trude Rosen mit kleinen Rollen in Kinofilmen mit.
Die Machtübernahme durch die Nationalsozialisten bedeutete das Ende aller künstlerischen Tätigkeiten der jüdischen Schauspielerin. 1934 floh Rosen in die Tschechoslowakei, wo sie in Mährisch-Ostrau am dortigen Stadttheater auftrat. Über England gelang Trude Rosen 1937 die Flucht in die USA. In New York City wurde sie in jiddischsprachigen Stücken eingesetzt, im Dezember 1938 gab sie, nunmehr als Gerta Rozan, ihren Einstand am Broadway, wo man sie in dem Stück Window Shopping sehen konnte. Mit ihrem Wechsel nach Hollywood zu Beginn der 1940er Jahre trat Gerta Rozan auch in einigen wenigen Kinofilmen auf, in denen sie winzige Rollen erhielt. Als ihre ohnehin schon winzige Szene 1941 aus dem Film So Ends Our Night herausgeschnitten werden sollte, begann Gerta Rozan einen sich über mehrere Tage hinziehenden Protestmarsch, bei dem sie jeden Tag ein neues Kleidungsstück ablegte.
1948 kehrte sie an den Broadway zurück und trat in Grandma's Diary auf, einer Aufführung der American Theatre Group. Über ihren weiteren Werdegang ist nichts bekannt.

## Filmografie
- 1931: Die Koffer des Herrn O.F.
- 1932: Es war einmal ein Walzer
- 1933: Rund um eine Million
- 1940: Escape
- 1941: So Ends Our Night
- 1942: Es waren einmal Flitterwochen (Once Upon a Honeymoon)
- 1942: The Panther’s Claw
- 1942: Der Besessene von Tahiti (The Moon and Sixpence)
- 1943: Paris After Dark

## Einzelnachweis
1. ↑  Rozan in The Unsung Joe

| Personendaten    | Personendaten                                    |
| ---------------- | ------------------------------------------------ |
| NAME             | Rosen, Trude                                     |
| ALTERNATIVNAMEN  | Rozan, Gerta; Rosenstock, Gertrude (Geburtsname) |
| KURZBESCHREIBUNG | österreichische Schauspielerin                   |
| GEBURTSDATUM     | 18. Oktober 1912                                 |
| GEBURTSORT       | Wien, Österreich-Ungarn                          |
| STERBEDATUM      | August 1995                                      |
| STERBEORT        | Westchester County, New York, Vereinigte Staaten |